# Sílvia Alberto
Sílvia Alberto, född 18 maj 1981 i Lissabon, är en portugisisk programledare och skådespelerska, i nuläget anställd av Rádio e Televisão de Portugal (RTP). Hon började sin karriär år 2000.
Alberto ledde, tillsammans med Catarina Furtado, Daniela Ruah och Filomena Cautela,  Eurovision Song Contest 2018 i Lissabon.